# NGC 5618
NGC 5618 في الفهرس العام الجديد، هي مجرة، تقع في كوكبة العذراء. اكتشفت في 23 مارس 1789 بواسطة ويليام هيرشل.

## روابط خارجية
- NGC 5618 على موقع ويكي سكاي: DSS2, SDSS, GALEX, IRAS, Hydrogen α, X-Ray, Astrophoto, Sky Map, Articles and images